# Linas Kukuraitis

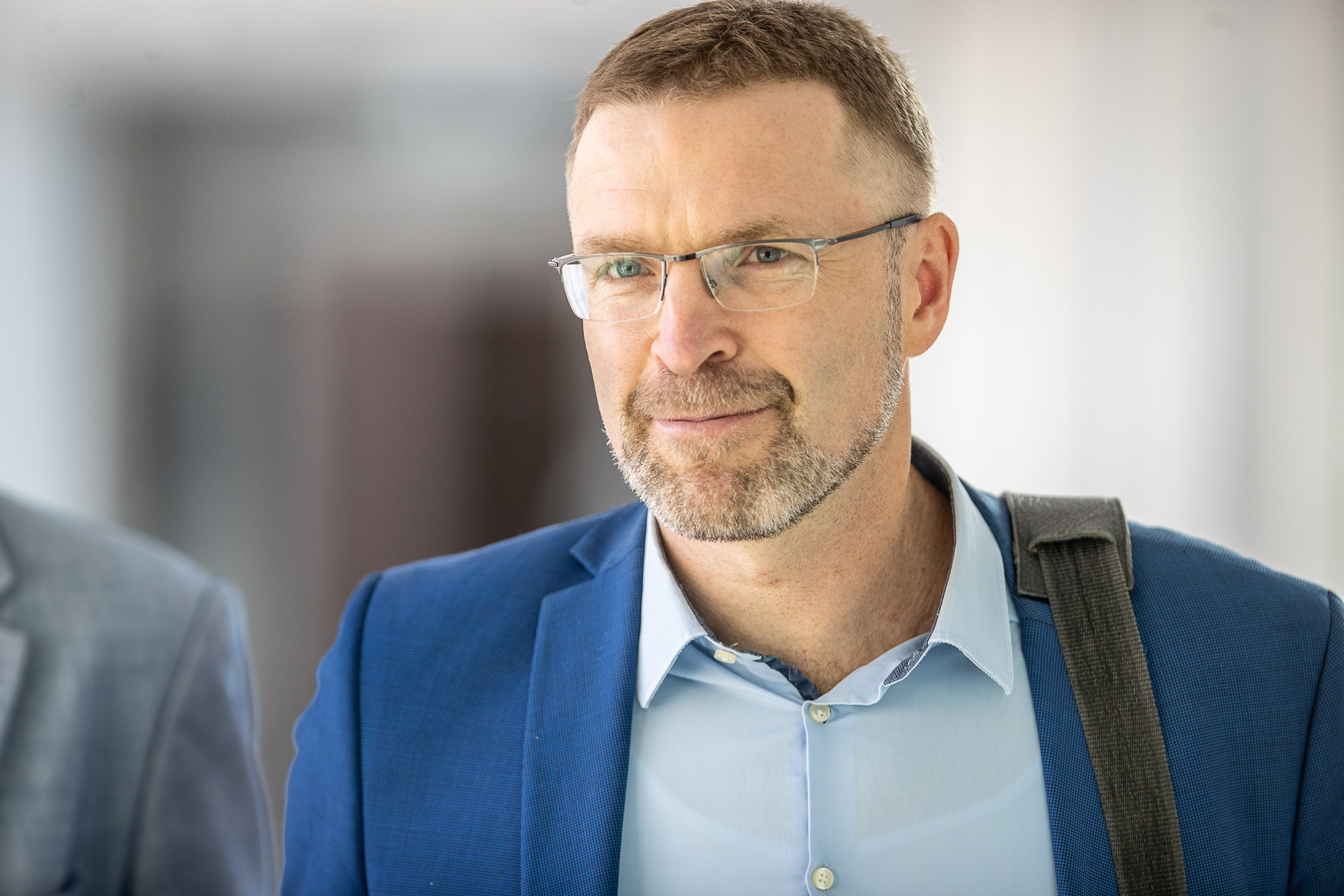
Linas Kukuraitis, 2023

Linas Kukuraitis (* 22. Mai 1978) ist ein litauischer Politiker und  Sozialarbeiter, seit 2016 Mitglied im Seimas. Von 2016 bis 2020 war er litauischer Minister für Soziales und Arbeit im Kabinett Skvernelis.

## Leben
Nach dem Abitur 1997 am Lyzeum Vilnius absolvierte Linas Kukuraitis von 1997 bis 2001 das Bachelorstudium und von 2001 bis 2003 das Masterstudium der Sozialarbeit an der Philosophiefakultät der Universität Vilnius (VU). Er arbeitete als Sozialarbeiter im SOS–Kinderdorf. Von 2001	bis 2005	war er im Jurgis–Matulaitis–Sozialzentrum an der katholischen Jurgis–Matulaitis–Pfarrgemeinde in Viršuliškės angestellt und auch leitete es. 
Anschließend lehrte Linas Kukuraitis Sozialarbeit am Lehrstuhl für Sozialarbeit der Philosophiefakultät der VU. Bis Dezember 2016 leitete er als Direktor die Caritas im Erzbistum Vilnius und war so für viele soziale Projekte verantwortlich, unter anderem die Kindertageszentren und Alteneinrichtungen der Caritas Vilnius. 
Vom 13. Dezember 2016 bis Dezember 2020 war Kukuraitis Sozialschutz- und Arbeitsminister Litauens im Kabinett Skvernelis, geleitet von Saulius Skvernelis. Er wurde von der Partei Lietuvos valstiečių ir žaliųjų sąjunga vorgeschlagen und von Litauens Präsidentin Dalia Grybauskaitė ernannt. Ab 2016 war er Mitglied im 12. Seimas, ab 2020 im 13. Seimas und seit 2024 ist er Mitglied im 14. Seimas.
Er ist Vizepräsident der Partei Demokratų sąjunga Vardan Lietuvos, Stellvertreter von Skvernelis.

## Familie
Kukuraitis ist verheiratet und hat 5 Söhne. Alle wurden zu Hause geboren.